# VK Dynamo Moskau (Frauen)
Der VK Dynamo Moskau (женский волейбольный клуб Динамо Москва) ist ein russischer Frauen-Volleyballverein aus Moskau, der 2004 wiederbelebt wurde und ursprünglich zu Dynamo Moskau gehörte. Bekannt wurde der Club durch seine großen Erfolge zur Zeit der Sowjetunion, insbesondere durch die Frauenmannschaft.

## Geschichte
Der Volleyballverein entstammt dem gleichnamigen russischen Sportverein, der am 18. April 1923 gegründet wurde und während der Sowjetzeit dem KGB untergeordnet war. Die erfolgreiche Zeit von Dynamo Moskau begann Ende der 1940er Jahre.
Die Frauenmannschaft gewann zwischen 1947 und 1983 insgesamt fünfzehn UdSSR-Meistertitel sowie viermal den sowjetischen Pokalwettbewerb. Die hohe Klasse der Mannschaft konnte diese vor allem international eindrucksvoll beweisen. 1961 kam es zur Einführung des Europapokals der Landesmeister, den Dynamo Moskau von Anfang an klar dominierte. Von 1961 bis 1977 stand Dynamo vierzehn Mal im Finale und holte elf Mal den wichtigsten Titel im europäischen Vereinsvolleyball. In den 1980er Jahren kam es jedoch zum Niedergang der bis dahin besten europäischen Frauenmannschaft. Bis 1988 hielt sich der Verein in der obersten Spielklasse, bevor er in die zweite Liga abstieg. Dort nahm er noch bis 1992 am Spielbetrieb teil, bevor die Volleyballabteilung der Frauen aufgelöst wurde.
2004 erfolgte auf Grundlage des Volleyballvereins Lutsch-MGSU die Wiederbelebung des erfolgreichen Frauenteams. Um sofort konkurrenzfähig zu sein, engagierte das Management des Klubs um Irina Kirillowa Weltklassespielerinnen wie Jelena Godina und Jekaterina Gamowa. Das neue Team gewann in der ersten Spielzeit des Bestehens die Vizemeisterschaft der Superliga und in den folgenden Jahren drei Meistertitel. Somit war das Team auch für die Volleyball Champions League spielberechtigt, in der es 2007 und 2009 den Silberrang erreichte.

## Erfolge
- Sowjetischer Meister 1947, 1951, 1953, 1954, 1955, 1960, 1962, 1970, 1971, 1972, 1973, 1975, 1977, 1983
- Sowjetischer Vizemeister 1949, 1952, 1957, 1958, 1966, 1974, 1981
- Sowjetischer Pokalsieger 1950, 1951, 1953, 1982
- Russischer Meister 2006, 2007, 2009, 2016, 2017, 2018
- Russischer Vizemeister 2005, 2010, 2011, 2012, 2013, 2014
- Russischer Pokalsieger 2009, 2011, 2013
- Sieger des Europokals der Landesmeister 1961, 1963, 1965, 1968, 1969, 1970, 1971, 1972, 1974, 1975, 1977
- Vizemeister der Volleyball Champions League 2006/07, 2008/09

## Ehemalige Spielerinnen
- Jekaterina Gamowa
- Irina Kirillowa
- Marija Borodakowa
- Olga Fatejewa
- Jekaterina Kabeschowa
- Natalia Hanikoğlu
- Özlem Özçelik
- Logan Tom
- Olga Schitowa